# Milkman
Milkman es el sexto LP de Deerhoof. Fue grabado en conjunto por los sellos independientes de Kill Rock Stars y 5 Rue Christine. Se lanzó al mercado el 9 de marzo de 2004. Existe una versión en ballet del disco realizada por la Comunidad de North Haven en North Haven, Maine, EE. UU..

## Lista de canciones
1. Milk Man
2. Giga Dance
3. Desapareceré
4. Rainbow Silhouette of the Milky Rain
5. Dog on the Sidewalk
6. C
7. Milking
8. Dream Wanderer's Tune
9. Song of Sorn
10. That Big Orange Sun Run Over Speed Light
11. New Sneakers

## Músicos
- Satomi Matsuzaki - Voz Bajo
- John Dieterich - Guitarra
- Chris Cohen - Guitarra
- Greg Saunier - Batería Voz